# SMS V 187
Az SMS V 187 a Császári Haditengerészet egyik S 138-osztályú rombolója, korabeli német megnevezésével (nagy) torpedónaszádja volt. Az AG Vulcan hajógyár építette Stettinben 1910-11-ben. Az első világháború elején a helgolandi csatában veszett oda brit rombolókkal és könnyűcirkálókkal vívott harc során.

## Építése
A Császári Haditengerészet az 1910-es költségvetése 12 nagy torpedónaszád megrendelését tartalmazta. Az egyik félflottilla hat egységét a stettini Vulcan AG-tól rendelték meg (ezek jelzése V 186–V 191), míg a másik félflottilla egységeinek legyártására a Germaniawerft kapott megbízást. A két fajta hadihajó-csoport alapjaiban megegyezett és csak kisebb eltéréseket mutattak. A később építésre kerülő hajók vízkiszorítása mindig valamivel nagyobb lett.
A V 187' teljes hossza 73,9 m, szélessége 7,9 m, merülése 3,1 m volt. A tervezett vízkiszorítása 666 t, a teljes terhelés melletti 775 t volt.
A V 186 és a G 192-csoport orr-részét úgy alakították ki, hogy az elülső két torpedóvető csővel egyenesen előre is kilőhessék a torpedókat. Ez azonban nagyon eláztatta a hajókat magas hullámzások esetén és emiatt a V 187 egy hosszabb orrot kapott, a torpedóvetőket pedig az orr és a hajóhíd felépítménye között helyezték el.
Három széntüzelésű és egy olajtüzelésű vízcsöves kazánja 18,5 atm gőznyomással táplálta a két pár gőzturbináját. A hajtóművek teljesítményét 18 000 lóerőre becsülték, amivel a 32 csomós sebességet kellett elérnie. Az osztály hajói azonban a 33,5 csomó végsebességet is elérték a próbajáratok során. Üzemanyagként 136 t szenet és 67 t olajt szállíthatott magával, amivel 12 csomós sebesség mellett 2360 tmf, 17 csomós sebesség mellett 1250 tmf és 30 csomós sebesség mellett 480 tmf volt a hatótávolsága.
Fegyverzetét két darab 8,8 cm űrméretű, 45 kaliberhosszúságú ágyú adta, de más források a lövegek kaliberhosszúságát 30-asként adják meg. Torpedófegyverzetét négy külön talpazaton elhelyezett torpedóvető cső alkotta. Ezek közül kettőt a hajó elején, egyet a két kémény között, a negyediket pedig a hátsó kémény között helyezték el. A hajón 84 tiszt és sorállományú teljesített szolgálatot. A gerincének lefektetésére az AG Vulcan hajógyár Stettinben lévő telepén került sor 305-ös sorszámmal. 1911. január 11-én bocsátották vízre és 1911. május 4-én fejezték be a felszerelését.

## Szolgálata
Szolgálatba állításakor a V 187 az I. rombolóflottilla (torpedónaszád-flottilla) vezérhajója lett és a háború kitörése után is ez maradt.

### Első világháború – A helgolandi csata
A brit rajtaütés

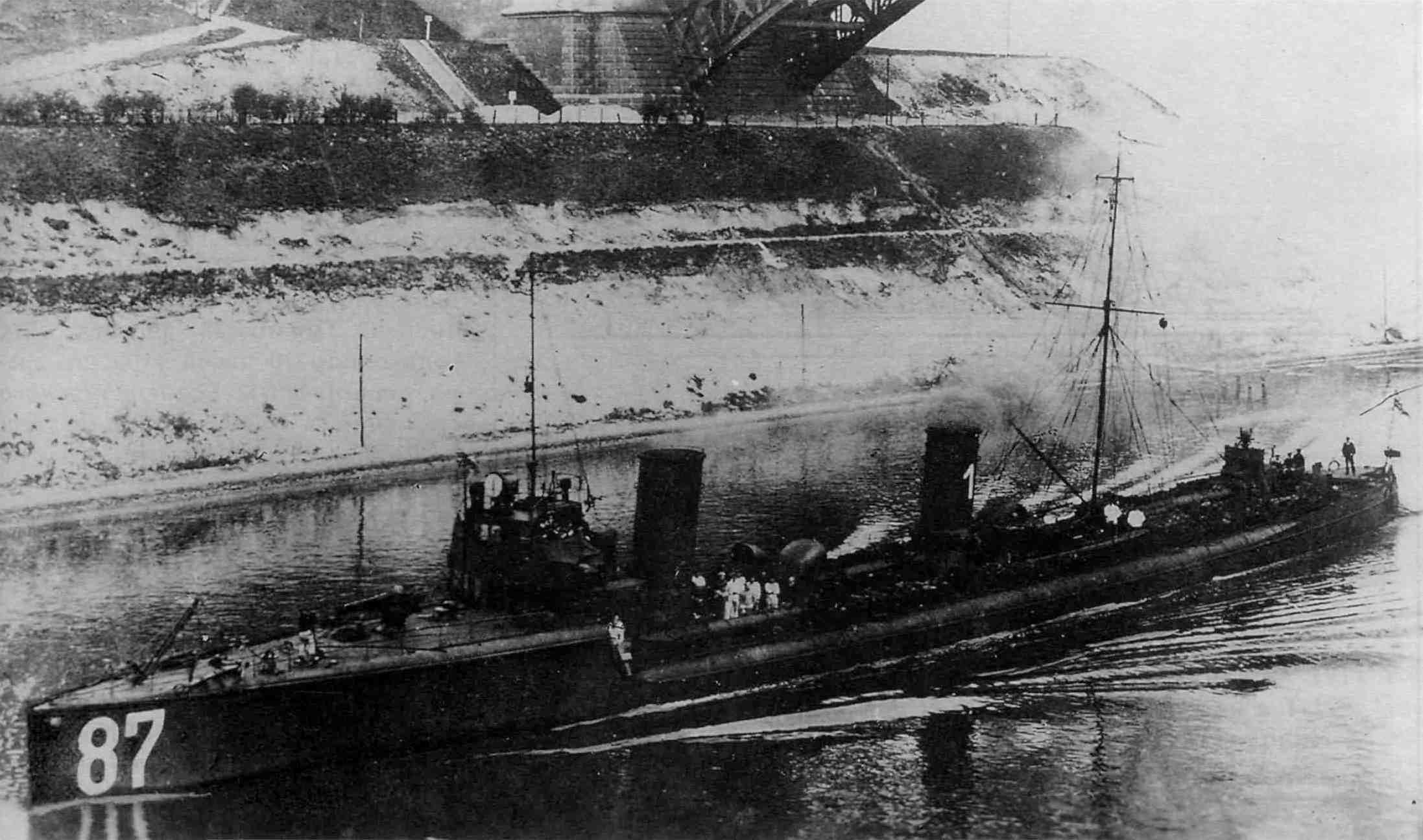
SMS V 187

A világháború első hónapjában, 1914. augusztus 28-án a britek Harwichban állomásozó könnyű erői, a Harwich Force könnyűcirkálók és csatacirkálók biztosítása mellett rajtaütést hajtott végre a Német-öbölben járőröző német rombolók ellen. A Helgoland körüli német védelem külső ívét ezen a napon az I. rombolóflottilla 12 modern egysége – köztük a vezérhajó V 187 – alkotta és a szigettől 25 tmf távolságra helyezkedtek negyedkörívben (Helgolandtól nyugatra és északra, míg a belső védelmi ívet a hasonlóan a sziget körül 12 tmf távolságra elhelyezkedő, régebbi rombolókból álló III. aknamentesítő-divízió egységei alkották. Négy könnyűcirkáló és az V. flottilla Helgoland mellett állt készenlétben arra, hogy szükség esetén a járőrhajók segítségére siessen.
Reggel 06:00-kor a német védelmi öv északkeleti részén lévő G 194 jelű romboló egy tengeralattjáró periszkópját észlelte, mire kiküldték az V. rombolóflottillát az elfogására. Valamivel később, 07:57-kor a G 194-re tüzet nyitottak a rajtaütést végrehajtó brit rombolók egyik csoportja, mire az Helgoland irányába kezdett visszavonulni. Az V. flottilla és a régebbi építésű aknamentesítők is hamarosan a támadók útjába kerültek és menekülni kezdtek Helgoland felé. A lassabb hajókat a Stettin és a Frauenlob könnyűcirkálók beérkezése mentette meg, de több így is jelentős sérüléseket szerzett.
A Nottingham és Lowestoft cirkálók szemmel tartása

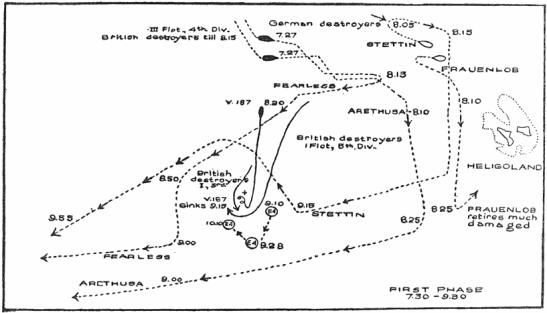
A csata kezdeti hadmozdulatai – rajta a V 187 elsüllyesztésével (brit vázlat)

Míg a Stettin, a Frauenlob és az V. flottilla megvívták harcaikat, addig a külső védelmi vonal rombolói a G 196-ot és a G 194-et leszámítva magukra maradtak. Mikor a V 187 08:05-kor vételezte a jobb oldali szomszédjának, a G 194-nek az üzenetét („Üldöz egy ellenséges nagycirkáló”), az már a látótávolságán kívül tartózkodott. Ezt követően északi irányra állt, hogy felkutassa bajba került társát. Negyed óra elteltével azonban 4 vonásnyira (45°) a bal oldalon két ellenséges egységet pillantott meg, melyek délkeleti irányba haladtak. Ezeket rombolóknak hitte és ennek megfelelően jelentette pozíciójukat a Cöln 'nek. Hamarosan azonban jobban ki lehetett venni őket és kiderült, hogy cirkálókról van szó. (Ezek a Nottingham és a Lowestoft voltak, melyeket Goodenough nem sokkal korábban küldött ki a britek első hullámát vezető Arethusa könnyűcirkáló és a rombolói megsegítésére. Ők nem észlelték a V 187-et.) Ennek megfelelően helyesbítették a Leberecht Maaß ellentengernagynak küldött információkat. A jelentős túlerő miatt a V 187 megfordult és 24 csomós sebességgel olyan mértékben eltávolodott az észlelt cirkálóktól, hogy még épp szemmel tarthassa őket. Ezután kelet-délkeleti irányba haladt velük, mígnem 08:35-kor szem elől vesztette őket.
09:00 körül északról két újabb hajó tűnt fel, melyek déli irányba nagy sebességgel és 9000-10 000 m távolságra haladtak, merőlegesen a saját irányukra. Ezeket az egységeket a V 187-ről páncélos cirkálókként azonosították, de valójában ismét a Nottingham és a Lowestoft voltak. Teljes sebességre kapcsolva és két vonással jobbra kanyarodva sikerült őket elkerülni és jelentést küldeni róluk, ami azonban – a német visszaemlékezések szerint – az adás britek általi erős zavarása miatt nem ért célba. A kapcsolattartás jelentései a Cöln és a Seydlitz közötti egyidejű kommunikáció miatt nem értek el a parancsnokságokhoz és az összes jelentés kézbesítése késedelmet szenvedett. Emiatt nem értesült a V 187 fedélzetén Wallis korvettkapitány, a flottillaparancsnok, és a hajóparancsnok Lechler sorhajóhadnagy a tőlük jóval keletebbre észlelt brit kötelékekről. A két tiszt így nem számolt a saját hajójuknál gyorsabb rombolók feltűnésével, hanem csak cirkálókéval, melyekkel magától értetődő módon tartani kellett a vizuális kapcsolatot. A német csatajelentés is kiemelte, hogy amennyiben tudomásuk lett volna a brit rombolók tömeges jelenlétéről, úgy vélhetőleg eltekintettek volna a cirkálók megfigyelésétől és azonnal Helgoland felé vették volna az irányt. Erre azonban csak akkor került sor, mikor a rombolók parancsnokának, Maaß ellentengernagynak erre felszólító konkrét parancsát vételezték. Ekkor viszont már túl késő volt.
Találkozás a brit 1. rombolóflottillával
A britek második hullámát vezető Fearless könnyűcirkáló keletre volt ekkor a V 187-től az 1. flottillával és 09:12-kor (08:12 GMT) nyugat-délnyugatnak fordult az Arethusa utasításainak megfelelően. Röviddel ezután észlelt egy dél-délnyugati irányba tartó rombolót csaknem pont maga előtt 6000 yard távolságban és a Goshawk vezette 5. divíziót (Goshawk, Lizard, Lapwing, Phoenix) küldte az elfogására. Az észlelt romboló a V 187 volt, mely igyekezett szemmel tartani a Nottinghamet és a Lowestoftot. A Fearless épp ekkor kapott értesítést arról, hogy a Lurcher és a Firedrake rombolók – melyek a csatacirkálók számára végeztek felderítést – a tenger felől (nyugatról) közelednek és emiatt a V 187-et először a Lurchernek vélve jelezte a kiküldött 5. divíziónak, hogy nem kell üldözőbe venni az újonnan észlelt hajót. A kiléte azonban a divíziót vezető Goshawkon már kétségtelenné vált, így a rombolók nem az utasítás szerint jártak el, hanem támadást intéztek ellene. A Fearless 09:37-kor a 3. divíziót a Goshawk támogatására küldte. Maga nem támogatta a két divíziót, hanem hagyta őket megbirkózni a V 187-tel.
A V 187-ről röviddel azután észlelték az 5. divízió hajóit, hogy 09:25-kor kelet-északkeleti irányban ágyúdörejt hallottak. A négy brit romboló egy-két vonásnyira tőlük balra bukkant fel, és ezekről úgy vélték, hogy céljuk a visszavonulási útvonaluk elvágása. Lechler sorhajóhadnagy a hajójával ekkor teljes sebességre kapcsolva azonnal déli irányra állt, hogy megpróbálja elérni a Jade torkolatát. Az üldöző brit rombolók ha lassan is, de egyre közelebb értek hozzá, ami miatt folyamatosan enyhén jobbra tértek ki, míg már délnyugati irányban haladtak. A V 187 mögött a bal oldalon helyezkedő britek 6000 m távolságból nyitottak először szórványos tüzet, de eleinte a célzásuk nagyon gyenge volt és csak az egyik brit löveg lőtt túl a német rombolón, annak hídjának magasságában. A németek csak 4800 m távolságból tudták viszonozni a tüzet. Mivel az ellenség a kitérés miatt (relatíve) 225°-ra helyezkedett, az elülső löveget nem lehetett ellene bevetni. A hajóparancsnok ennek ellenére a hajója helyzetét nem tartotta kedvezőtlennek, mivel úgy tűnt, köd ereszkedik le és ez lehetővé teszi számára a Jade vagy az Ems folyók torkolatának elérését. Emellett a 28-29 csomós tempó mellett a V 187 kéményei erős füstöt bocsátottak ki, ami jobb oldalon hátul szétterülve eltakarta az ellenség elől, így pedig még huzamosabb ideig tarthatta magát.
A V 187 elsüllyesztése

09:45-kor azonban jobb oldalon, északnyugati irányban két nagy sebességgel haladó könnyűcirkáló bukkant fel. Ezek ismét a Nottingham és a Lowestoft voltak – immár harmadjára. A két négykéményes cirkálót először saját egységeknek vélték, mely feltételezést megerősített az is, hogy fényszóróikkal német azonosító jelzéseket adtak le. Ezek az azonosítók azonban a német rombolók azonosítói voltak. Mikor a távolság a cirkálóktól 3500–4000 m távolságra csökkent, azok sortüzeket kezdtek lőni a V 187-re, kétséget nem hagyva a kilétük felől. Az orrlöveg azonnal viszonozta a tüzet és több találatot is elérni véltek. A német romboló ellenben valós találatokat szenvedett el. A kazánok kezelőit leszámítva a hajó teljes legénysége felvette mentőmellényét és kézifegyvereket vett magához. Mivel hajója a saját bázisától el lett vágva, Wallis korvettkapitány a Helgoland felé való áttörés mellett döntött, amihez a négy északról közeledő brit rombolón kellett átjutnia. Ennek végrehajtásához Lechler sorhajóhadnagynak a következő parancsot adta ki: „Ráfordulni az elhaladásos harchoz” („Herandrehen zum Passiergefecht”). A brit rombolókat láthatólag meglepte ez a manőver és hatására átmenetileg még a tüzelést is beszüntették. A németek viszont minden fegyverrel tüzet nyitottak rájuk és a sorban második rombolóra egy torpedót is kilőttek egy méteres mélységi beállítással, ez azonban elvétette a célt. A britek ekkor ismét tüzet nyitottak, de a csekély, mindössze 2000 méteres távolság ellenére csak kevés kárt okoztak. A német hajóhídon ez felcsillantotta a reményt arra, hogy sikerülhet még a keleti irányba való áttörés.
Amint azonban az utolsó romboló mellett elhaladt és épp keleti irányba akart kanyarodni, balra elől feltűnt a Fearless által támogatásnak utólag kiküldött 3. divízió (Ferret, Forester, Druid, Defender), mely nagy sebességgel tartott a V 187 felé, a négy eddigi romboló pedig mögötte sorban kanyarodást hajtott végre, így a németek két tűz közé kerültek. Ezután minden oldalról heves és rendkívül hatásos tűz zúdult a V 187-re. Az egyik találat az elülső 8,8 cm-es löveg alatt csapódott be és a lőszerkamra személyzetét harcképtelenné tette. A löveg ezt követően már csak néhány lövést tudott leadni. Találat érte a negyedik kazántermet, egy másik lövedék és repeszek a parancsnoki hidat érték, majd ezután áttekinthetetlen sorrendiségben érték a hajót a találatok, amitől rövid idő alatt teljesen elborította a füst. Minden kazánját találat érte, végül az elülső turbinát érte két lövedék. A lejáratokból és a fedélzet repedéseiből fekete füst és gőz szállt fel, ami erősen korlátozta a még működőképes hátsó löveget. Egy találattól Lechler sorhajóhadnagy súlyos sérülést szenvedett, a kormányos elesett. A hajó parancsnokságát Jasper főhadnagy vette át. Wallis korvettkapitány utasította őt a robbanótöltetek önelsüllyesztéshez való előkészítésére, majd a flottillaparancsnok maga vette át a kormányos helyét, hogy zászlóshajójával megpróbálja a leghátsó brit rombolót legázolni. A kormányt azonban nem lehetett éles fordulóra bírni és a romboló sebessége is alacsony volt ekkor már, a tat pedig lángokban állt. Mikor Wallis jelentést kapott arról, hogy a lőszert ellőtték, utasítást adott a robbanótöltetek előírás szerinti termekben való élesítésére. Jasper főhadnagy ennek kivitelezését ellenőrizendő még végigjárta e helyiségeket, Wallis pedig a titkos iratokat dobta a hajóhídról a tengerbe és adott ki parancsot a hajó elhagyására.
A német leírás ezzel ellentmondóan arról is beszámolt, hogy a Friedrich Braune fregatthadnagy irányítása alatti hátsó löveg lassú ütemben mindaddig tűz alatt tartotta a brit rombolókat, mígnem kilőtték ezt a 8,8-ast is. A legénység túlélői csak ezt követően vetették magukat a vízbe, mire a britek is felhagytak a lövetéssel. Röviddel azután, hogy a hátsó löveg is beszüntette a tüzelést és az első túlélők a vízbe vetették magukat, felrobbantak a robbanótöltetek és a német hadihajó rövid idő alatt, felvont hadilobogóval és flottillaparancsnoki lobogóval elsüllyedt.
A brit jelentések szerint az harc végén az 5. divízió mindössze 600 yardra haladt el a megbénított romboló mellett és szórta meg közben lövedékekkel. A V 187 „bátran harcolt a végsőkig” és a megadásra felszólító jelzést figyelmen kívül hagyva, lángokban állva és csak az egyetlen épségben maradt hátsó ágyújával még akkor is kétségbeesetten a Goshawkra tüzelt, mikor az a hajótörötteinek kimenekítésének szándékával közelített hozzá. A németek ugyanis azt hitték, hogy a britek el akarják foglalni a hajójukat és ezért eresztik vízre a csónakokat. A britek szerint erre a Goshawk, a Phoenix és a Ferret ismét tüzet nyitott rá és 10:10-kor (09:10 GMT) a német romboló az ő tüzük hatására süllyedt el.
Míg a német történetírás kiemeli, hogy habár egy (valójában kettő) cirkáló és nyolc romboló is lövette és számos találatot is kapott, a V 187 elsüllyedéséhez mégis a saját robbanótöltetek vezettek. Ezt a brit leírás túlzó állításnak tartva kétségbe vonja.
A hajótörötteinek kimentése
A harc elülte után a britek hozzáláttak a túlélők kimentéséhez. Hadifogságba került a hajó parancsnoka, a súlyosan sebesült Lechler sorhajóhadnagy és a flottillaparancsnok, a szintén sebesülést szenvedett Wallis korvettkapitány is. A mentési munkálatokat a hamarosan felbukkanó Stettin zavarta meg. A német cirkálóról nem látták, hogy a britek hajótörötteket mentenek, ezért tüzet nyitott rájuk. A nyolc brit romboló menekülőre fogta és a Defender két mentőcsónakját hátrahagyták 28 német és 10 brit tengerésszel. Az E4 jelű brit tengeralattjáró, mely egy torpedót is kilőtt közben a Stettinre, később felszínre emelkedve fedélzetére vette a 10 britet és három németet – egy-egy tisztet, altisztet és fűtőt. A csónakban maradottakat ezután ellátták élelemmel, vízzel és egy iránytűt is adtak nekik megmutatva a Helgoland felé vezető irányt. Őket a britek elvonulása után a helyszínre érkező német hadihajók vették a fedélzetükre.
A V 187 legénységéből 24 fő esett el, 14 sebesült meg és 33 esett brit fogságba.